# Première circonscription de Lille
La première circonscription de Lille était une circonscription législative française que comptait le département du Nord sous la  Troisième République .

## La circonscription de 1876 à 1885

### Description géographique et démographique
La première circonscription de Lille était située à la périphérie de l'agglomération lilloise. Située entre la Belgique et le Pas-de-Calais, la circonscription est centrée autour de la ville de Lille. 
Elle regroupait les divisions administratives suivantes : canton de Lille-Centre ; canton de Lille-Ouest et le canton de Lille-Nord-Est.

### Historique des députations
| Législature     | Début de mandat | Fin de mandat   | Député élu     | Parti politique | Observations |
| --------------- | --------------- | --------------- | -------------- | --------------- | ------------ |
| 1re législature | 20 février 1876 | 25 juin 1877    | Pierre Legrand | Centre gauche   |              |
| 2e législature  | 14 octobre 1877 | 27 octobre 1881 | Pierre Legrand | Opportuniste    |              |
| 3e législature  | 21 août 1881    | 9 novembre 1885 | Pierre Legrand | Opportuniste    |              |

## La circonscription de 1889 à 1893

### Description géographique et démographique
La première circonscription de lille était située à la périphérie de l'agglomération lilloise. Située entre la Belgique et le Pas-de-Calais, la circonscription est centrée autour de la ville de Lille. 
Elle regroupait les divisions administratives suivantes : canton de Lille-Sud-Ouest.

### Historique des députations
| Législature    | Début de mandat   | Fin de mandat     | Député élu      | Parti politique     | Observations                                         |
| -------------- | ----------------- | ----------------- | --------------- | ------------------- | ---------------------------------------------------- |
| 5e législature | 22 septembre 1889 | 19 septembre 1891 | Achille Werquin | Républicain-radical | Décès du député Achille Werquin le 19 septembre 1891 |
| 5e législature | 25 octobre 1891   | 14 octobre 1893   | Paul Lafargue   | Parti ouvrier       |                                                      |

## La circonscription de 1893 à 1902

### Description géographique et démographique
La première circonscription de Lille était située à la périphérie de l'agglomération lilloise. Située entre la Belgique et le Pas-de-Calais, la circonscription est centrée autour de la ville de Lille. 
Elle regroupait les divisions administratives suivantes : canton de Lille-Centre ; canton de Lille-Ouest et le canton de Lille-Sud-Est.

### Historique des députations
| Législature    | Début de mandat | Fin de mandat | Député élu       | Parti politique | Observations |
| -------------- | --------------- | ------------- | ---------------- | --------------- | ------------ |
| 6e législature | 20 août 1893    | 31 mai 1898   | Paul Le Gavrian  |                 |              |
| 7e législature | 8 mai 1898      | 31 mai 1902   | Théodore Barrois |                 |              |

## La circonscription de 1902 à 1919

### Description géographique et démographique
La première circonscription de Lille était située à la périphérie de l'agglomération lilloise. Située entre la Belgique et le Pas-de-Calais, la circonscription est centrée autour de la ville de Lille. 
Elle regroupait les divisions administratives suivantes : canton de Lille-Centre et le canton de Lille-Ouest.

### Historique des députations
| Législature     | Début de mandat | Fin de mandat   | Député élu       | Parti politique            | Observations |
| --------------- | --------------- | --------------- | ---------------- | -------------------------- | ------------ |
| 8e législature  | 27 avril 1902   | 31 mai 1906     | Théodore Barrois |                            |              |
| 9e législature  | 6 mai 1906      | 31 mai 1910     | Georges Vandame  | Action libérale            |              |
| 10e législature | 8 mai 1910      | 31 mai 1914     | Georges Vandame  | Républicains progressistes |              |
| 11e législature | 26 avril 1914   | 7 décembre 1919 | Georges Vandame  | Fédération républicaine    |              |

## La circonscription de 1928 à 1940

### Description géographique et démographique
La première circonscription de Lille était située à la périphérie de l'agglomération lilloise. Située entre la Belgique et le Pas-de-Calais, la circonscription est centrée autour de la ville de Lille. 
Elle regroupait les divisions administratives suivantes : canton de Lille-Centre et le canton de Lille-Ouest.

## Historique des députations
| Législature     | Début de mandat | Fin de mandat | Député élu     | Parti politique         | Observations                                                                                    |
| --------------- | --------------- | ------------- | -------------- | ----------------------- | ----------------------------------------------------------------------------------------------- |
| 14e législature | 29 avril 1928   | 31 mai 1932   | Louis Nicolle  | URD                     |                                                                                                 |
| 15e législature | 8 mai 1932      | 31 mai 1936   | Louis Nicolle  | Républicain et social   |                                                                                                 |
| 16e législature | 3 mai 1936      | 31 mai 1942   | Henri Becquart | Fédération républicaine | Un décret de juillet 1939 a prorogé jusqu'au 31 mai 1942 le mandat des députés élus en mai 1936 |